# Шаргородский маслозавод
Шаргородский маслозавод — предприятие пищевой промышленности в городе Шаргород Шаргородского района Винницкой области.

## История

### 1960 - 1991
Маслодельный завод в посёлке городского типа Шаргород был построен в соответствии с семилетним планом развития народного хозяйства СССР и введён в эксплуатацию в апреле 1960 года.
По итогам восьмой пятилетки (1966 - 1970 гг.) завод являлся одним из передовых предприятий (в ноябре 1970 года за высокие показатели эффективности производства он занял первое место среди всех предприятий молочной промышленности области и был награждён переходящим Красным знаменем Винницкого управления молочной промышленности, а в конце 1970 года занял второе место среди всех предприятий пищевой промышленности области, после чего работники завода были награждены денежной премией).
В 1972 году завод перерабатывал 45 тонн молока в смену.
В целом, в советское время завод входил в число крупнейших предприятий города.

### После 1991
После провозглашения независимости Украины завод перешёл в ведение Государственного комитета пищевой промышленности Украины.
В июле 1995 года Кабинет министров Украины утвердил решение о приватизации маслосырзавода. В дальнейшем, государственное предприятие было преобразовано в открытое акционерное общество.
По состоянию на начало 2006 года Шаргородский маслозавод входил в число трёх предприятий молочной промышленности на территории Украины, сохранивших возможность производства казеина. Всего в 2006 году завод произвёл продукции на 8,498 млн. гривен, но в 2007 году снизил объёмы производства.
Начавшийся в 2008 году экономический кризис осложнил положение предприятия и 2008 год завод закончил с убытком 1,7 млн. гривен. В 2009 году завод сократил производство на 6412 тонны по сравнению с 2008 годом - до 13 257 тонн, но в 2010 году положение стабилизировалось и завод произвёл 14 663 тонн молочных продуктов.
В дальнейшем завод был реорганизован в закрытое акционерное общество.

## Современное состояние
Завод занимается переработкой молока, производством сливочного масла, цельномолочной продукции и технического казеина.